# Lingua dargwa
La lingua dargwa, chiamata anche dargua o dargva (nome nativo: дарган мез, dargan mez; in russo даргинский язык?, darginskij jazyk), è una lingua caucasica orientale parlata nella Federazione Russa, nella repubblica del Daghestan.

## Distribuzione geografica
Secondo il censimento russo del 2010, il dargwa è parlato da 486.000 persone, stanziate principalmente nel Daghestan meridionale. La lingua conta alcune migliaia di locutori fuori dalla Federazione Russa, in altri stati dell'ex Unione Sovietica e in Turchia.

## Dialetti e lingue derivate
Il dargwa è sempre stato considerato una lingua unica, anche se esistono 11 lingue distinte divise in vari dialetti. Le lingue sono: cudaxar, akusha, uraxa-axusha, dejbuk, xarbuk, muirin, sirxin, kajtak, kubachi, itsari e chirag. Le ultime quattro possono essere considerate lingue separate dal dargwa.

## Classificazione
La lingua dargwa è una lingua caucasica orientale.
Secondo Ethnologue, la classificazione completa della lingua dargwa è la seguente:
- Lingue caucasiche settentrionali
  - Lingue caucasiche orientali
    - Lingue dargin
      - Lingua dargwa

## Sistema di scrittura
Attualmente per la scrittura viene utilizzato l'alfabeto cirillico. In passato la lingua letteraria era scritta con l'alfabeto arabo, in uso fino al 1920, e successivamente con l'alfabeto latino.